# Номіное
Номіное або Невеное (*Nominoë, Nevenoe  бл. 800  —7 березня 851) — 1-й герцог Бретані у 843—851 роках. Сучасні бретонські націоналісти присвоїли йому титул «Tad ar Vro», тобто «Батько батьківщини». Є національним героєм Бретані, відомий як «батько бретонської нації».

## Життєпис
Син Еріспое I, машт'єна (володаря) державного утворення Бро-Варох. Народився близько 800 року. після смерті батька у 812 році не зумів успадкувати владу в Бро-Вароху, яку зайняв Морван. У 819 році франкський імператор Людовик I Побожний призначив його графом Ванна.
У 822 році після смерті володаря Морвана, Номіное зумів стати машт'єном Бро-Вароха. У 831 році імператор Людовик I під час рейхстагу в Інгельхаймі призначив Номіное маркграфом Бретані.
У лютому 833 року прийняв титул «принц» (в латинському значенні князь), що фактично означало незалежного володаря. Імператор зробив спробу відняти у Номіное маркграфство, але 836 року зазнав поразки від Номіное. Останній після цього все одно зберігав вірність імператору до його смерті в 840 році.
Після цього Номіное перший час підтримував в боротьбі між синами померлого володаря — Карла Лисого. 841 року відбив напад імператора Лотаря, супротивника Карла. 842 року визнав зверхність Карла Лисого.
У 843 році, відчувши себе досить сильним, вступив проти нього в союз з імператором Лотарем I, Піпіном II, королем Аквітанії, і Ламбертом II, графом Нанту, оскільки владу останнього над Нантом Карл Лисий відмовився визнати. Того ж року Номіное і Ламберт II у битві при Мессаці, незважаючи на потрапляння в засідку, завдали поразки Рено Ербозькому. Після цього союзники захопили Нант за допомогою норманів, пограбувавши його.
Фактично, повстання проти Карла Лисого означало набуття Бретанню державної самостійності. При цьому, межі підвладних Номіное територій просунулися до Нанта, Ренна і Анжера. Номіное продовжив боротьбу проти Карла навіть після жовтня 844 року, коли собор єпископів в Ютце на чолі з Дрогоном Мецьким (стрийком Карла Лисого) закликав припинити міжусобну боротьбу і союзники Номіное йому підкорилися.
845 року Номіное у битві при Балоні завдав рішучої поразки Карлу Лисому. 846 року між ним і Карлом було укладено угоду, в зв'язку з яким Номіное згадується в джерелах як «дукс», тому дослідники висувають припущення, що Карл визнав Номіное герцогом Бретані. Втім в ті часи він позначав володаря загалом.
Номіное звернувся до церковних справ, борючись за свою владу над бретонською церквою. У 849 році в місцевості Куатлух він провів синод, який змістив п'ятьох єпископів, призначених франками, в Сен-Поль, Доль, Ванн, Алет, Квімпер і замінив їх прихильниками Номіное. Відомо, що як мінімум двоє зі зміщених єпископів були звинувачені в симонії. Згодом папа римський Лев IV розцінив ці звинувачення, як несправедливі і політичні. Крім того, Номіное змушений був захищати Бретань від набігів норманів, з якими він вів війни у 844 і 847 роках. Втім, остання кампанія була невдала: Номіное був розбитий і зумів домогти відступу норманів лишен багатими подарунками.
У серпні 847 року король Карл Лисий прибув до Ренну, потім зумів захопити Нант, де розташував власну залогу і призначив герцогом Нанта якогось Амальріка. У 849 році Номіное, скориставшись походом Карла Лисого до Аквітанії, знову вдерся до Нейстрії й захопив графство Нантське. Завдяки цьому, Ламберт II повернувся в Нант, вже як васал Номіное. Потім було знищено залогу Ренна. Після цього поставив своїх єпископів у Ренні та Нанті. Зрештою сформувалася фактично незалежна Бретонська церква.
У 850 році бретонські війська вдерлися до графства Мен, яке приєднав до Бретані. Номіное раптово помер 7 березня 851 року в районі Вандома в розпал нової великої військової кампанії проти Західно-Франкського королівства. Його було поховано в абатстві Сен-Совер в Редоні.

## Родина
Дружина — Аргентела (нащадок Жарнитіна, першого великого машт'єна Бретані)
Діти:
- Еріспое (д/н—857), король Бретані у 851—857 роках
- донька